# Крашенинников, Фёдор Николаевич
Фёдор Никола́евич Крашени́нников (1869—1938) — русский ботаник, физиолог растений, профессор Московского университета.

## Биография
Родился 12 (24) июля 1869 года в Воронеже в дворянской семье — сын коллежского секретаря.
В 1889 году окончил 5-ю московскую гимназию, в 1893 году — естественное отделение физико-математического факультета Московского университета с дипломом 1-й степени. Получил предложение остаться при университете для подготовки к профессорскому званию сразу по трём кафедрам: физик (А. Г. Столетов), химии (В. В. Марковников) и физиологии растений (К. А. Тимирязев); выбрал последнюю. В 1895 году был назначен сверхштатным ассистентом на кафедре у Тимирязева.
В 1900—1901 годах был в заграничной командировке: работал на опытной станции Вагнера, в лабораториях В. Пфеффера, Ф. Шульце и Г. Бертрана.
Весной 1901 года защитил магистерскую диссертацию «Накопление солнечной энергии в растении», в которой доказал усвоение растениями солнечной энергии в процессе фотосинтеза и впервые определил теплоту сгорания его продуктов. С 1902 года — приват-доцент Московского университета; читал анатомию и физиологию растений в университете и физиологию растений на Московских высших женских курсах.
С зимы 1905/1906 до 1907/1908 учебного года временно заведовал лабораторией, замещая Тимирязева; с зимы 1909 года полностью заменил своего тяжело заболевшего учителя, а в декабре 1911 года, после выхода Тимирязева в отставку, Крашенинников был утверждён в должности заведующего кабинетом анатомии и физиологии растений, и. о. профессора кафедры анатомии и физиологии растений. Был утверждён в должности профессора Московского университета (1918).
Основные научные работы Крашенинникова посвящены изучению фотосинтеза и продолжали исследования Тимирязева. Экспериментально доказал усвоение и «запасание» растениями солнечной энергии. Впервые определил теплоту сгорания продуктов фотосинтеза.
Умер 14 декабря 1938 года, похоронен в Москве на Новодевичьем кладбище (2 уч. 37 ряд.). Рядом с ним была похоронена жена — Зинаида Германовна Крашенинникова (1869—1960).

## Семья
Сын, Григорий Фёдорович Крашенинников (1909—1992) — учёный-геолог, лимнолог, профессор МГУ, заслуженный деятель науки РСФСР.

## Библиография

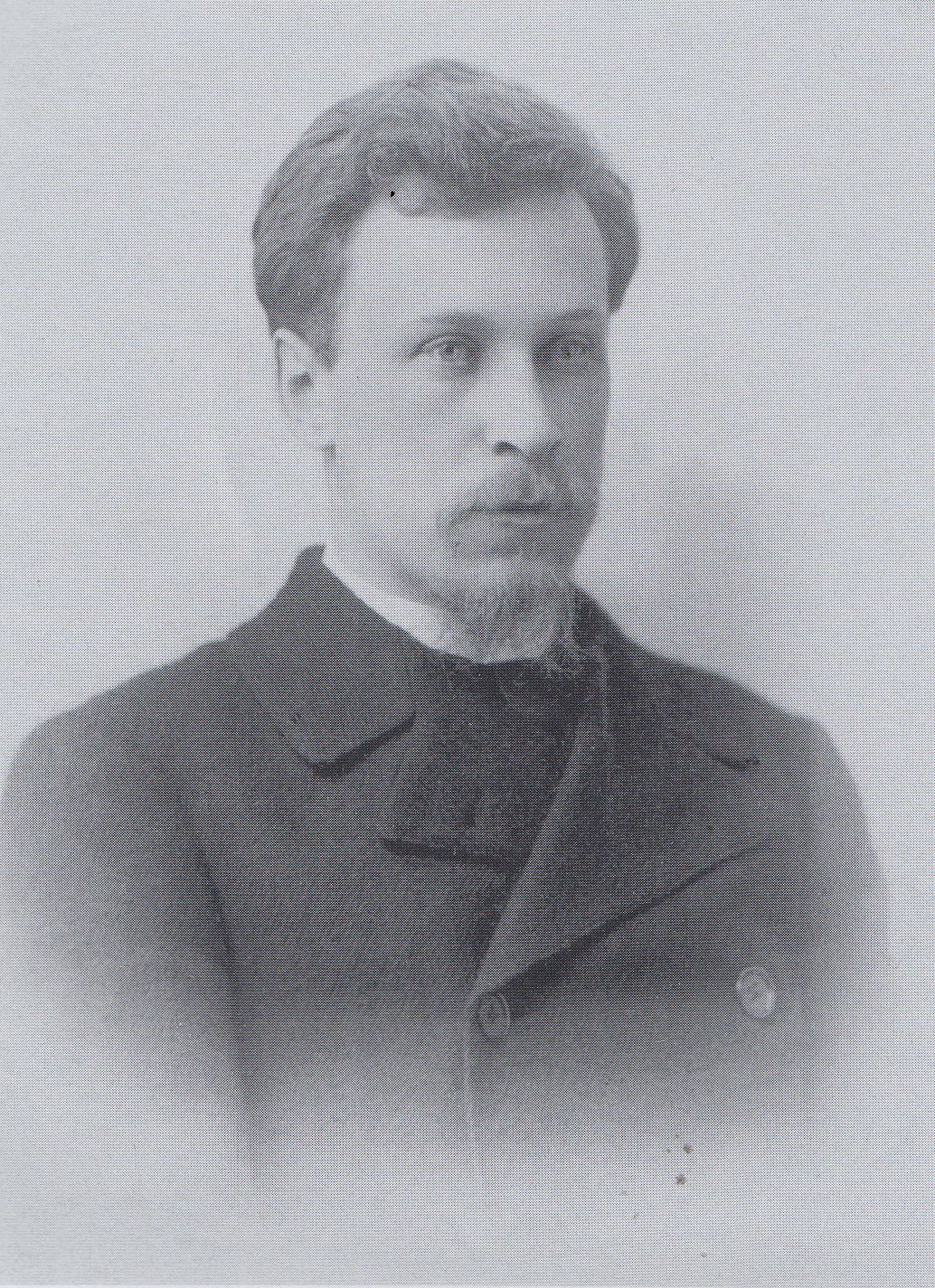
Фёдор Крашенинников (1890-е)